# Даррен Балмфорт
Даррен Балмфорт (англ. Darren Balmforth, 16 жовтня 1972) — австралійський академічний веслувальник.
Срібний призер Олімпійських Ігор 2000 року в складі розпашної четвірки легкої ваги.
Чемпіон світу 1997 року в складі вісімки легкої ваги, срібний призер 1999 року в складі розпашної четвірки без стернового легкої ваги, бронзовий призер 1998 року в складі розпашної четвірки без стернового легкої ваги.